# Stazione di Fino Mornasco
La stazione di Fino Mornasco è una stazione ferroviaria classificata come secondaria posta lungo la linea ferroviaria Saronno-Como, a servizio del comune di Fino Mornasco.

## Storia
L'impianto nacque dalla trasformazione in ferrovia, formalmente attivata nel 1898, della preesistente tranvia Como-Fino-Saronno.

## Strutture e impianti
La stazione è dotata di due banchine laterali coperte da tettoie metalliche.

## Movimento
L'impianto è servito da treni regionali svolti da Trenord nell'ambito del contratto di servizio stipulato con la Regione Lombardia.

## Servizi
- Biglietteria automatica